# 아르준 나라싱하 케이시
아르준 나라싱하 케이시( 1947년 9월 27일 출생)는 네팔의 정치인이자 전 트리부반 대학교 정치학 교수이며, 네팔 의회당의 원로 지도자이다. 그는 여러 차례 국회의원으로 선출되었고, 보건·인구부 장관, 교육부 장관, 도시개발부 장관 등 네팔 정부에서 여러 장관직을 맡았다.

## 초기 생애와 교육
케이시는 누와코트 구에서 태어나 트리부반 대학교에서 정치학 석사 학위를 취득하였다. 이후 그는 미국 터프츠 대학교에서 펠로십 과정을 밟았다. 학문적 경력을 쌓으며 트리부반 대학교 정치학과 교수로 재직하였다.

## 정치 경력
케이시는 네팔 의회당 소속으로 오랫동안 활동해왔으며, 1991년, 1994년, 1999년, 2014년, 2022년에 국회의원으로 선출되었다. 그는 다음과 같은 장관직을 맡았다.
- 보건·인구부 장관 (1995년–1997년)[5]
- 교육부 장관 및 주택·물리계획부 장관 (1998년–1999년)[6][7]
- 도시개발부 장관 (2016년–2017년)[8][9]

그의 정치 활동은 헌정 제도 강화와 민주주의 수호에 중점을 두었다.

## 2006년 인민운동과 평화 프로세스
케이시는 2006년 네팔의 인민운동(लोकतान्त्रिक आन्दोलन) 동안 네팔 왕정의 권한 축소와 다당제 민주주의 복원을 요구하는 활동에 적극 참여하였다. 그는 네팔 내전 종식을 위한 평화 협상 과정에서도 중요한 역할을 했다.

## 최근 활동
2022년 12월, 케이시는 누와코트-2 선거구에서 대표자 의회 의원으로 다시 선출되었다. 그는 의회 내에서 헌법 수호, 부패 방지, 지역 개발 추진에 집중하고 있다.

## 개인 생활
케이시는 프라티마 케이시와 결혼하였으며, 슬하에 5명의 자녀가 있다.